# موتورسواران
موتورسواران (به انگلیسی: The Bikeriders) فیلمی آمریکایی در ژانر درام به نویسندگی و کارگردانی جف نیکولز است. این فیلم داستانی تخیلی با الهام از کتابی مصور به همین نام از سال ۱۹۶۸ اثر دنی لیون را روایت می‌کند و گروهی از بازیگران شامل جودی کومر، آستین باتلر، تام هاردی، مایکل شنون، مایک فیست و نورمن ریدس در آن نقش آفرینی می‌کنند.
موتورسواران نخستین بار در پنجاهمین جشنواره فیلم تلیوراید در ۳۱ اوت ۲۰۲۳ به نمایش درآمد. در ابتدا قرار بود این فیلم در ۱ دسامبر ۲۰۲۳ توسط استودیوهای قرن بیستم در ایالات متحده اکران شود، اما به دلیل اعتصاب اعتصابات ۲۰۲۳ سگ-افترا اکران به تعویق افتاد. در نهایت، فوکس فیچرز این فیلم را از تهیه‌کننده ریجنسی انترتینمنت خریداری و آن را برای تاریخ اکران کنونی یعنی ۲۱ ژوئن ۲۰۲۴ برنامه‌ریزی کرد.

## طرح داستان
داستان فیلم در دهه ۱۹۶۰ اتفاق می‌افتد و ظهور یک کلوب موتورسواران خیالی در غرب میانه را دنبال می‌کند. این کلوب که از طریق زندگی اعضای آن به تصویر کشیده می‌شود، در طول یک دهه از محل تجمع افراد محلی به یک باند شیطانی تبدیل می‌شود که شیوه زندگی منحصر به فرد گروه اصلی را تهدید می‌کند.

## بازیگران
- جودی کومر
- آستین باتلر
- تام هاردی
- مایکل شنون
- بوید هالبروک
- دیمون هریمن
- توبی والاس
- اموری کوئن
- بو نپ
- کارل گلاسمن
- هپی اندرسن
- نورمن ریدس
- مایک فیست

## تولید
در اکتبر ۲۰۱۸، جف نیکولز اعلام کرد که به مدت پنج سال به ساخت «یک فیلم موتورسواری» که در دهه ۱۹۶۰ اتفاق می‌افتد فکر می‌کرده است، اگرچه در آن مرحله فیلمنامه‌ای نداشت، و این ایده را سر صحنه فیلمبرداری به مایکل شنون گفت که ظاهراً به او گفت: «تو مدت زیادی است که دربارهٔ آن ایده لعنتی صحبت می‌کنی [...] و هرگز آن را نخواهی ساخت». نیکولز فیلمنامه را بر اساس ایده اصلی داستان خود نوشت و در بهار ۲۰۲۲ شروع به تشکیل پروژه کرد. نیو ریجنسی تولید آن را در مه ۲۰۲۲ آغاز کرد.
در اوت ۲۰۲۲ اعلام شد که نیکولز نیز کارگردانی این فیلم را بر عهده خواهد داشت و جودی کومر، آستین باتلر و تام هاردی به جمع بازیگران آن پیوستند. مایکل شانون، بوید هالبروک و دیمون هریمن اواخر ماه به بازیگران اضافه شدند. در سپتامبر، توبی والاس، اموری کوئن، بو نپ، کارل گلاسمن و هپی اندرسن به گروه بازیگران پیوستند. نورمن ریدس و مایک فیست ماه بعد به بازیگران اضافه شدند.
تصویربرداری اصلی در سینسیناتی، اوهایو در اکتبر ۲۰۲۲ آغاز شد و در دسامبر همان سال به پایان رسید.

## انتشار
موتورسواران به عنوان نخستین فیلم افتتاحیه پنجاهمین جشنواره فیلم تلیوراید در ۳۱ اوت ۲۰۲۳ نمایش داده شد. در ابتدا قرار بود این فیلم در تاریخ ۱ دسامبر ۲۰۲۳ توسط استودیوهای قرن بیستم اکران شود، اما به دلیل اعتصابات ۲۰۲۳ سگ-افترا، از برنامه اکران خارج و بازیگران از تبلیغ فیلم منع شدند. به دنبال آن، در ۲۰ نوامبر همان سال، گزارش شد که نیو ریجنسی در حال خرید فیلم به استودیوها و پخش‌کننده‌های رقیب برای اکران بود و تنها دو روز بعد، فوکس فیچرز حقوق توزیع جهانی فیلم را به دست آورد، و کمپانی مادر یونیورسال پیکچرز آن در سطح بین‌المللی توزیع می‌کرد. در ۸ دسامبر، اعلام شد که فوکس این فیلم را برای اکران در سینماها در ۲۱ ژوئن ۲۰۲۴ در ایالات متحده برنامه‌ریزی کرده است.

## بازخورد
در وبگاه جمع‌آوری نقد راتن تومیتوز، ٪۸۶ از ۳۵ بررسی منتقدان مثبت است و میانگینِ امتیاز آن ۶٫۷/۱۰ است. اجماع این وبگاه چنین می‌نویسد: «موتورسواران که به‌وسیلهٔ بازیگران کاریزماتیک و اصالت پرطاقتِ رویکرد نویسنده-کارگردان جف نیکولز تقویت می‌شود، نگاهی متعارف و در عین حال تأثیرگذار به فرهنگ موتورسیکلت ارائه می‌دهد.» این فیلم در متاکریتیک که از میانگین وزنی استفاده می‌کند، بر اساس نظر ۱۵ منتقدین امتیاز ۷۱ از ۱۰۰ را کسب کرده که نشان‌گر «نقدهای عموماً مطلوب» است.